# RÚV 2
RÚV 2 è il secondo canale televisivo del Ríkisútvarpið (RÚV), l'ente radiotelevisivo nazionale islandese e funge da emittente televisiva dedicata alla trasmissione di eventi. Il canale non dispone di una programmazione continuativa durante il giorno, ma opera come complemento al canale principale, RÚV. Trasmette principalmente eventi culturali e sportivi di rilievo, sia nazionali che internazionali, in diretta o in differita.